# Завтра (телесериал)
«Завтра» (кор. 내일) — южнокорейский телесериал с участием в главных ролях Ким Хи Сон, Ро Ун, Ли Су Хёк и Юн Чжи Он. Основан на одноимённом вебтуне, опубликованном в 2017 году. Сериал рассказывает о «жнецах смерти», которые удерживают людей от самоубийства и помогают им снова обрести желание жить. Премьера состоялась 1 апреля 2022 года на канале MBC TV, с последующей трансляцией каждую пятницу и субботу.

## Сюжет
В современном мире всё чаще люди стали уходить из жизни самостоятельно, совершая самоубийства. В результате такой ситуации на небесах был создан специальный отдел жнецов смерти — «Завтра», целью которых является предотвращение самоубийств. Чхве Чжон Ун — молодой парень, который терпит неудачи в поисках работы, и в результате был вынужден присоединиться к отделу, оказавшись между жизнью и смертью.

## В ролях
| Актер                                     | Роль                         | Описание |
| В главных ролях                           | В главных ролях              | В главных ролях                                                                                                  |
| ----------------------------------------- | ---------------------------- | --- |
| Ким Хи Сон                                | Ку Рён                       | Мрачный Жнец, лидер группы кризисного управления                                                                 |
| Роун                                      | Чхвэ Джонун                  | Молодой соискатель / новый контрактный сотрудник группы кризисного управления                                    |
| Ли Су Хёк                                 | Пак Джун Гиль                | Строгий и принципиальный лидер группы сопровождения                                                              |
| Юн Джи Он                                 | Ли Рён Гу                    | Помощник Ку Рён в группе кризисного управления                                                                   |
| Ким Хэ Сук                                | Нефритовая Императрица       | Божество, глава Небесной Канцелярии                                                                              |
| Второстепенные роли (Небесная Канцелярия) |                              | |
| Мун Со Юн                                 | Джон Су Ин                   | Мрачный Жнец |
| Ким Ну Ри                                 | Джан Джэ Хэ                  | Мрачный Жнец |
| Пак Хун                                   | Ха Дэ Су                     | Посланник из Ада                                                                                                 |
| Ким Чхиль Ду                              | Работник Небесной Канцелярии | Восьмеряшки, работающие в Небесной Канцелярии                                                                    |
| Док Ко Кван                               | Работник Небесной Канцелярии | Член команды редактирования                                                                                      |
| Чон Су Хан                                | Квон Сан Су                  | Новенький в Небесной Канцелярии                                                                                  |
| Пак Хи Чжон                               | Чон Бо Юн                    | Новый Мрачный Жнец, девушка из японского плена во время Японской оккупации                                       |
| Чон Дон Гын                               | Мэн Чжан Хён                 | Один из лидеров групп в Небесной Канцелярии                                                                      |
| Юн Чжон Вон                               | Пак Кук Хон                  | Один из лидеров групп в Небесной Канцелярии                                                                      |
| Ким Со А                                  | Чо Ён Хи                     | Один из лидеров групп в Небесной Канцелярии                                                                      |
| Пак Ю Миль                                | Чи Хва Чжа                   | Один из лидеров групп в Небесной Канцелярии                                                                      |
| Окружение Чхвэ Джонуна                    |                              | |
| Юн Ю Сон                                  | Джон Им                      | мать Джонуна |
| Ким Со Ён                                 | Чхвэ Мин Ён                  | младшая сестра Джонуна                                                                                           |
| Квон Хёк                                  | -                            | отец Джонуна |
| Прошлое                                   |                              | |
| Каль Со Вон                               | Ку Рён                       | В молодости |
| Пак Сан Хун                               | Джун Гиль                    | В юности |
| Со Юн Хёк                                 | Рён Гу                       | В детстве |
| Мин Джи А                                 | Им Ю Хва                     | Мать Рён Гу |
| Ли Сан Хва                                | -                            | Наместник |
| Хон А Рон                                 | Ду Шик                       | Один из бандитов                                                                                                 |
| Ким Сы Ин                                 | Гоп Дан                      | В молодости |
| Гу Си Ён                                  | Гоп Дан                      | В зрелом возрасте                                                                                                |
| Ха Хон Джун                               | -                            | Отец Ку Рён |
| Чон Джэ Ын                                | -                            | Свекровь Ку Рён                                                                                                  |
| Чон Сон Чхоль                             | -                            | Травник |
| Дело Но Ын Би (сер. 1-2)                  |                              | |
| Чо Ин                                     | Но Ын Би                     | Работник телевизационной компании, жертва буллинга, одна из "задач" команды управления рисками                   |
| Ким Чхэ Ын                                | Ким Хе Вон                   | Писатель, в школе издевалась над Но Ын Би                                                                        |
| Чон Кван Джин                             | Со Ён Бин                    | Руководитель одной из команд в компании Но Ын Би                                                                 |
| Джан Джи Ын                               | -                            | Подруга Ким Хе Вон, в школе издевалась над Но Ын Би                                                              |
| Сан А Рин                                 | -                            | Подруга Ким Хе Вон, в школе издевалась над Но Ын Би                                                              |
| Дело Намгун Джэ Су (сер. 3-4)             |                              | |
| Рю Сон Рок                                | Намгун Джэ Су                | Друг Джонуна, из-за постоянных провалов хочет покончить жизнь самоубийством, "задача" команды управления рисками |
| Квак Чжа Хён                              | Чхвэ Джун Ун                 | "Новое тело" Джонуна                                                                                             |
| Ким Кён Мин                               | Нам Гун Хён                  | Отец Джэ Су |
| Им Сэ Бёк                                 | -                            | Мать Джэ Су |
| Ким Джи Хун                               | Намгун Джэ Су                | В детстве |
| Дело Кан У Джина (сер. 4-5)               |                              | |
| Кан Сын Юн                                | Кан У Джин                   | Певец, винит себя в смерти своей жены, очередная "задача" команды по управлению рисками                          |
| Ли Но А                                   | Хо На Ён                     | Жена Кан У Джина, погибла в аварии                                                                               |
| Син Сон У                                 | Кан У Джин                   | В детстве |
| Мы Ын Сик                                 | -                            | Отец Хо На Ён |
| Кан Джу Хи                                | -                            | Мать Хо На Ён |
| Дело Ли Юн Чуна (сер. 6)                  |                              | |
| Джон Му Сон                               | Ли Юн Чун                    | Ветеран Корейской Войны, который живет в нищете, новая "задача" Команды Управления Рисками                       |
| Ли Джун Джин                              | Ли Юн Чун                    | В молодости |
| Ли Гё Соп                                 | -                            | Бандит |
| Ким Джон Чоль                             | Ким Дон Шиль                 | Друг Ли Юн Чуна, сослуживец                                                                                      |
| Дело Шин Е На (сер. 7)                    |                              | |
| Хан Хэ Ин                                 | Шин Е На                     | Сотрудник компании SP BEAUTY, которая страдает из-за боди-шейминга.                                              |
| Ким Мин Со                                | Чон Бо Рам                   | Сотрудник компании SP BEAUTY, которая не стыдится своего тела                                                    |
| Ян Джэ Хён                                | Ким Ён Чжун                  | Нештатный сотрудник SP BEAUTY                                                                                    |
| Чо Сын Ён                                 | Ли Дон Джа                   | Сотрудник SP BEAUTY                                                                                              |
| Ким Хын Рэ                                | Хан Ман Сик                  | Начальник |
| Но Ха Ён                                  | Е Вон                        | Дочь Ли Дон Джи                                                                                                  |
| Дело наёмника (сер. 8)                    |                              | |
| Мин Джин Ун                               | Сон Джин Хо                  | Бета, главный в организации самоубийств                                                                          |
| Чон Се Хён                                | Закат                        | Девушка, решившаяся на крайний шаг                                                                               |
| Син Чи Ён                                 | Прощание                     | Мужчина, решившийся на крайний шаг                                                                               |
| Ким Дэ Хан                                | "Мрачный жнец"               | Мужчина, работающий на Сон Джин Хо                                                                               |
| Дело Ким Кона (сер. 9)                    |                              | |
| Ча Хак Ён                                 | Ким Хон                      | Хозяин собаки, которая решила прыгнуть под машину                                                                |
| Ли Кён Хун                                | Ким Хон                      | В детстве |
| Ким Ын Джин                               | -                            | Ветеринар |
| Дело близнецов (сер. 10)                  |                              | |
| Ли Джи Вон                                | Чха Юн Хи                    | Девушка, которая решилась на суицид из-за изнасилования                                                          |
| Кон Дже Хён                               | Чха Юн Джэ                   | Брат Юн Хи, который винит себя в изнасиловании сестры                                                            |
| Ким Джун Гён                              | Так Нам Иль                  | Насильник, который из-за богатства и юного возраста смог избежать наказания                                      |
| Дело Им Ю Хва (сер. 11-12)                |                              | |
| Мин Джи А                                 | Им Ю Хва                     | Женщина, которая из-за потери ребенка, хочет наложить на себя руки                                               |
| Ли Ки Хёк                                 | Пак Хэ Иль                   | Муж Им Ю Хва |
| Джун Су Хан                               | Квон Сан Су                  | Коллега Им Ю Хва                                                                                                 |
| Дело Ю Бок Хи (сер. 13)                   |                              | |
| Ким Ён Рим                                | Ю Бок Хи                     | Женщина, которая всю жизнь винила себя в том, что ее подруга попала в плен к японцам                             |
| Ким Ён ОК                                 | Ли Джон Мун                  | Женщина, которая была в плену у японцев в период Японской Оккупации Кореи                                        |
| Пак Юн Ён                                 | Ю Бок Хи                     | В молодости |
| Ли Со Ён                                  | Юн И                         | В молодости |
| Хан Джи Хё                                | Ли Джон Мун                  | В молодости |
| Дело Рю Чхвэ Хи (сер. 15-16)              |                              | |
| Ким Си Ын                                 | Рю Чхвэ Хи                   | Певица, которая в результате одного инцидента теряет свою популярность                                           |
| Кан Джу Ын                                | Чо Ён                        | Младшая сестра Чхвэ Хи                                                                                           |
| Син Джун Холь                             | -                            | Отец Чхвэ Хи и Чо Ён                                                                                             |
| Сон Ё Сеп                                 | -                            | Глава агентства, в котором состояла Чхвэ Хи                                                                      |
| Шин Вон Хо                                | Соль Ин У                    | Человек, желающий зла Чхвэ Хи                                                                                    |
| Ли Хе Вон                                 | Пак Сон И                    | Танцовщица, соперница и ненавистница Чхвэ Хи                                                                     |
| Ки Хван                                   | -                            | Репортер |
| Ким Ё Джин                                | -                            | Работник агентства                                                                                               |
| Остальные                                 |                              | |
| Рю Хе Рин                                 | -                            | сектантка |
| Джон Джун Ха                              | Шеф Джон                     | Любимый комик Ын Би (сер. 1-2)                                                                                   |

## Саундтрек

### Часть первая
| №                   | Название            | Текст песни         | Музыка                       | Исполнитель         | Длительность |
| ------------------- | ------------------- | ------------------- | ---------------------------- | ------------------- | ------------ |
| 1.                  | «Red Light»         | Ли Сын Хёб          | Пак Су Сок Со Джи Ын Мун Ким | Ли Сын Хёб          | 3:09         |
| 2.                  | «Red Light» (Inst.) |                     | Пак Су Сок Со Джи Ын Мун Ким |                     | 3:09         |
| Общая длительность: | Общая длительность: | Общая длительность: | Общая длительность:          | Общая длительность: | 6:18         |

### Часть вторая
| №                   | Название                                                     | Текст песни         | Музыка              | Исполнитель         | Длительность |
| ------------------- | ------------------------------------------------------------ | ------------------- | ------------------- | ------------------- | ------------ |
| 1.                  | «Don't Leave Me, My Love» (내 곁에서 떠나가지 말아요)        | Хан Кён Хун         | Хан Кён Хун         | Ан Да Ын            | 3:46         |
| 2.                  | «Don't Leave Me, My Love» (내 곁에서 떠나가지 말아요; Inst.) |                     | Хан Кён Хун         |                     | 3:46         |
| Общая длительность: | Общая длительность:                                          | Общая длительность: | Общая длительность: | Общая длительность: | 7:32         |

### Часть третья
| №                   | Название                                                    | Текст песни         | Музыка              | Исполнитель         | Длительность |
| ------------------- | ----------------------------------------------------------- | ------------------- | ------------------- | ------------------- | ------------ |
| 1.                  | «My Loneliness Calls You» (나의 외로움이 널 부를 때)        | Чо Дон Хи           | Чо Дон Ик           | Суран               | 4:13         |
| 2.                  | «My Loneliness Calls You» (나의 외로움이 널 부를 때; Inst.) |                     | Чо Дон Ик           |                     | 4:13         |
| Общая длительность: | Общая длительность:                                         | Общая длительность: | Общая длительность: | Общая длительность: | 8:26         |

### Часть четвёртая
| №                   | Название                             | Текст песни         | Музыка              | Исполнитель          | Длительность |
| ------------------- | ------------------------------------ | ------------------- | ------------------- | -------------------- | ------------ |
| 1.                  | «Still love you» (사랑했었다)        | VIP                 | VIP                 | Ю Хве Сын (N.Flying) | 4:12         |
| 2.                  | «Still love you» (사랑했었다; Inst.) |                     | VIP                 |                      | 4:12         |
| Общая длительность: | Общая длительность:                  | Общая длительность: | Общая длительность: | Общая длительность:  | 8:24         |

### Часть пятая
| №                   | Название                               | Текст песни         | Музыка              | Исполнитель         | Длительность |
| ------------------- | -------------------------------------- | ------------------- | ------------------- | ------------------- | ------------ |
| 1.                  | «My Only One» (내게 단 한 사람)        | Хан Сын Хун Aiming  | Хан Сын Хун Aiming  | Ben                 | 4:22         |
| 2.                  | «My Only One» (내게 단 한 사람; Inst.) |                     | Хан Сын Хун Aiming  |                     | 4:22         |
| Общая длительность: | Общая длительность:                    | Общая длительность: | Общая длительность: | Общая длительность: | 8:44         |